# Juwol-dong
Juwol-dong (koreanska: 주월동) är en stadsdel i staden Gwangju i den sydvästra delen av Sydkorea, 270 km söder om huvudstaden Seoul. Den ligger i stadsdistriktet Nam-gu.

## Indelning
Administrativt är Juwol-dong indelat i:
| Namn    | Namn             | Yta i km² | Invånare 31 dec 2018 |
| ------- | ---------------- | --------- | -------------------- |
| 주월1동 | Juwol 1(il)-dong | 1,27      | 20 247               |
| 주월2동 | Juwol 2(i)-dong  | 1,16      | 9 016                |